# Thoracochromis stigmatogenys
Thoracochromis stigmatogenys es una especie de peces de la familia de los cíclidos.
Tiene incubación bucal por las hembras.

## Morfología
La longitud máxima descrita es de 10,5 cm.

## Distribución y hábitat
Es un pez de agua dulce tropical, bentopelágico. Se distribuye por ríos de África, en la cuenca fluvial del curso alto del río Congo entre 5° de latitud norte y 4º sur.
El deterioro de sus hábitat estaba disminuyendo sus poblaciones, pero a partir del 2008 se prohibió su pesca en muchos lagos de la zona, por lo que no se considera una especie amenazada.